# Prix Georges-Préfontaine
Pour les articles homonymes, voir Préfontaine.
 (novembre 2022).
Si vous disposez d'ouvrages ou d'articles de référence ou si vous connaissez des sites web de qualité traitant du thème abordé ici, merci de compléter l'article en donnant les références utiles à sa vérifiabilité et en les liant à la section « Notes et références ».
Le Prix Georges-Préfontaine est remis normalement annuellement par l'Association des biologistes du Québec (ABQ). Il est remis en l'honneur de Georges Préfontaine, biologiste et médecin.
Il souligne la contribution d’un biologiste  au cours de l'année écoulée qui a le plus fait avancer les causes ou les objectifs poursuivis par l’ABQ dans l’une ou l’autre des spécialités de la biologie. C'est-à-dire pour un travail en recherche, en vulgarisation, en gestion, en administration, pour une application de la biologie ou pour une prise de position publique.
Il est créé en novembre 1987, lors du congrès de l'ABQ tenu du 13 au 15 novembre 1987, Georges Préfontaine s'étant étant éteint le 25 juin de l'année précédente. Le prix est décerné dans la foulée de sa création à la botaniste Estelle Lacoursière qui devient sa première lauréate.
Bien que décerné annuellement, il n'a pas été remis à plusieurs reprises pour des raisons inconnues : la première fois en 1997 puis à plusieurs reprises dans les années 2000, à savoir en 2004 et 2006 puis de 2009 à 2011 inclus et 2014 enfin.

## Association ABQ
L'ABQ est une association qui, depuis sa création en 1973, veut entre autres promouvoir la pratique professionnelle de la biologie en plus de favoriser la recherche et l'enseignement adéquat de cette discipline scientifique. Elle regroupe des professeurs de tous les niveaux d'enseignement, des biologistes en pratique privée, des chercheurs, des gestionnaires à l'emploi d'organismes publics, d'industries et d'institutions.

## Lauréats
- 2013 : Fabien Girard
- 2012 : Jean Faubert
- 2008 : Sylvie Gauthier
- 2007 : Jean Lemire
- 2005 : André Bernard Bouchard
- 2003 : Claude Villeneuve
- 2002 : Louis Bernatchez
- 2001 : Edith Smeesters
- 2000 : Jean-Pierre Bourassa
- 1999 : Louis Bélanger
- 1998 : Pierre Brunel
- 1996 : Jean Gauthier
- 1995 : Robert Daigneault
- 1994 : Francis Boudreau
- 1993 : Michel Lamontagne
- 1992 : Léopold Gaudreau
- 1991 : Pierre Béland
- 1990 : Gérard Drainville
- 1989 : Gisèle Lamoureux
- 1988 : José R. Valéro
- 1987 : Estelle Lacoursière